# جورج دوبويس (نحات)
جورج دوبويس (بالفرنسية: Georges Dubois)‏ (و. 1865 – 1934 م) هو نحات، وكاتب فرنسي، شارك في الألعاب الأولمبية الصيفية 1912، والألعاب الأولمبية الصيفية 1912، توفي في مونتروج، عن عمر يناهز 69 عاماً.

## روابط خارجية
- جورج دوبويس على موقع أوليمبيديا (الإنجليزية)